# Tenjiku Tokubei

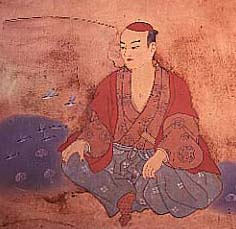
Tenjiku Tokubei, Malerei aus dem 17. Jahrhundert.

Tenjiku Tokubei (jap. 天竺 徳兵衛, * 1612 in Sendō (船頭; heute: Sendō-machi, Takasago-chō, Takasago, Präfektur Hyōgo); † um 1692 ebenda) war ein japanischer Abenteurer und Schriftsteller des frühen 17. Jahrhunderts.
Er bereiste Südostasien und Indien, daher sein Spitzname „Tenjiku“ (天竺, dt. „Indien“). Sein Vater war ein Salzgroßhändler.
Im Alter von 14 Jahren wurde Tokubei im Jahre 1626 von einer Handelsgesellschaft in Kyōto angestellt. Er verfolgte kommerzielle Aktivitäten in Siam (Thailand) und Magadha (Indien) an Bord japanischer Rotsiegelschiffe. Es ist auch überliefert, dass er mit dem holländischen Abenteurer Jan Joosten in Indien war und dort Handel trieb.
Nach seiner Rückkehr nach Japan und dem Beginn der Isolationspolitik (Sakoku) schrieb Tokubei ein Essay mit dem Titel Tenjiku Tōkai Monogatari (dt. Erzählungen von Reisen nach Indien) über seine Abenteuer in fremden Ländern, das in Japan sehr populär wurde. Er wird manchmal als der Marco Polo Japans bezeichnet. Er starb im Alter von 80 Jahren in seiner Heimatstadt.

## Die Kabuki-Figur

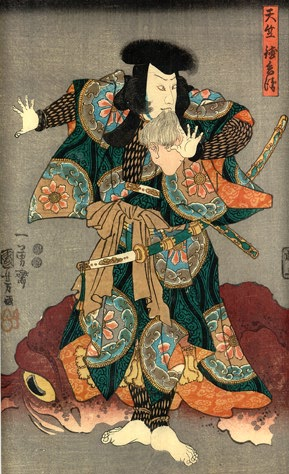
Tenjiku Tokubei im Kabuki, Farbholzschnitt von Kuniyoshi, um 1850.

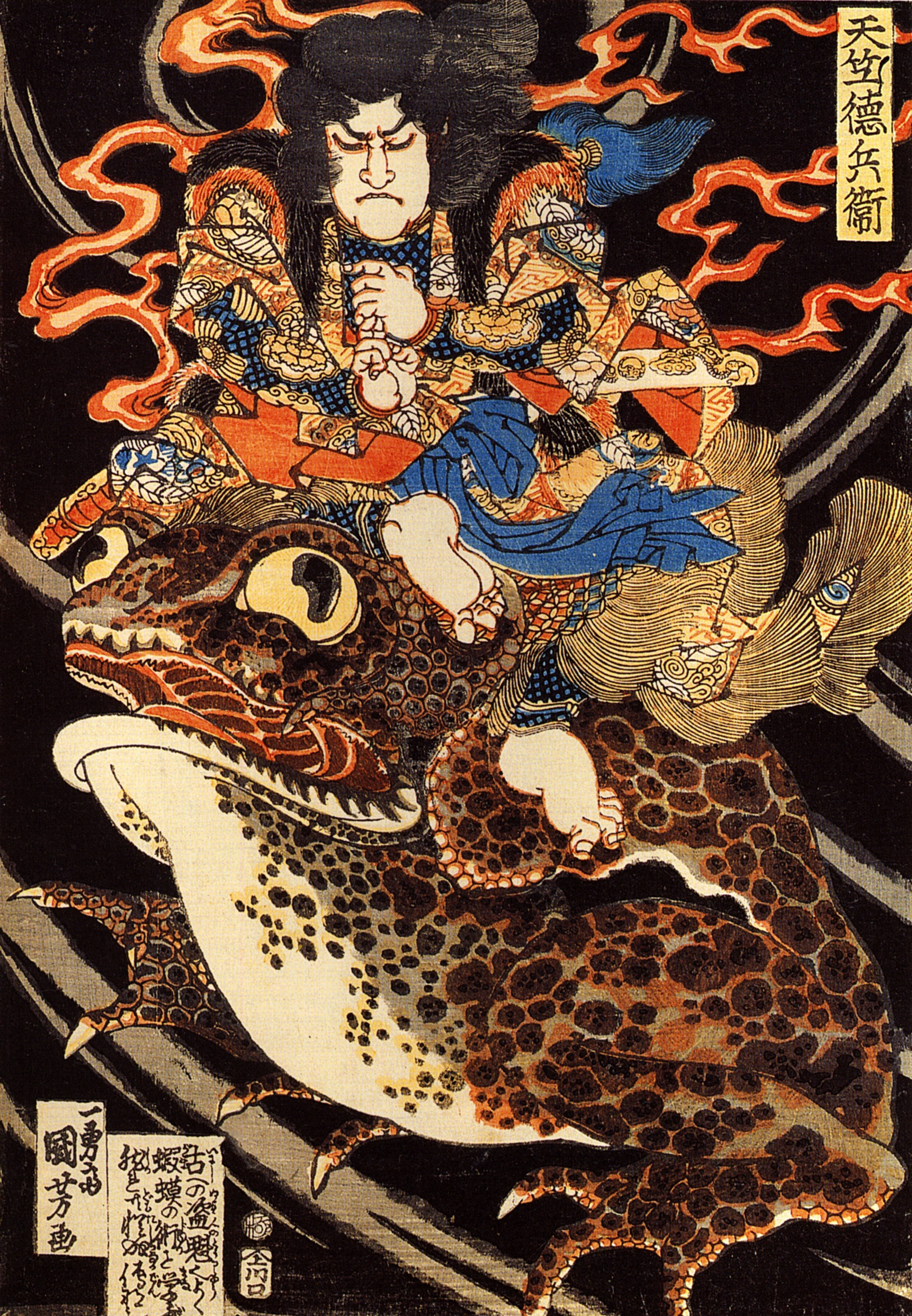
Tenjiku Tokubei reitet eine riesige Kröte, Farbholzschnitt von Kuniyoshi, um 1840.

Tenjiku Tokubei wurde eine bekannte Figur des Kabuki und von Jōruri im Bunraku, wo er die Rolle eines Magiers einnahm. Er war ein beliebtes Thema von Holzschnitten des 18. und 19. Jahrhunderts. Im September 1795 spielte Sawamura Kunitarō I. die Rolle von Tokubeis Frau in dem Kabuki-Stück Tenjiku Tokubei Kikigaki Ōrai, die Rolle des Tenjiku Tokubei wurde von Arashi Koroku III. verkörpert. Heute ist „Tokubei“ auch der Name einer Kette von Kaiten-Zushi-Restaurants, die 49 Lokale in Japan (Juni 2005) betreibt.